# マルガレーテ・フォン・ブランデンブルク (1410-1465)
マルガレーテ・フォン・ブランデンブルク（Margarete von Brandenburg, 1410年 - 1465年7月27日）は、メクレンブルク公アルブレヒト5世の妃、のちバイエルン公ルートヴィヒ8世の妃。

## 生涯
マルガレーテは、ブランデンブルク選帝侯フリードリヒ1世とバイエルン＝ランツフート公フリードリヒの娘エリーザベトの娘として生まれた。マルガレーテの弟にブランデンブルク選帝侯フリードリヒ2世およびアルブレヒト・アヒレスがいる。
1413年、マルガレーテはポメラニア公ヴァルティスラフ8世の長男ヴァルティスラフと婚約した。しかし、婚約者ヴァルティスラフは1414年あるいは1415年に死去した。
1423年にメクレンブルク公アルブレヒト5世と結婚したが、結婚後間もなくアルブレヒト5世は亡くなった。マルガレーテは持参金として父親からデーミッツとゴルロセンを与えられた。
1441年7月20日、マルガレーテは和平を強固にするために、バイエルン＝インゴルシュタット公ルートヴィヒ8世（1403年 - 1445年）と結婚した。この結婚により、ルートヴィヒ8世は1420年から1422年のバイエルン戦争でブランデンブルク選帝侯フリードリヒ1世に奪われた領土を取り戻すことができた。ルートヴィヒ8世との間に、マルガレーテは2子を産んだがいずれも早世した。
最後に、1446年にマルガレーテは密かに廷臣マルティン・フォン・ヴァルデンフェルス（1471年没）と結婚した。この関係は、ゲオルク・ケベルレが1844年に発表した悲劇『ルートヴィヒ髭公』に描かれている。